# Dąb Rozdrażewskich
Dąb Rozdrażewskich – pomnik przyrody, dąb szypułkowy zlokalizowany w kompleksie leśnym Las Miejski należącym do Dąbrów Krotoszyńskich.

## Położenie
Drzewo znajduje się przy drodze leśnej około 300 m na zachód od drogi wojewódzkiej nr 444 w odległości około 2 km od południowej granicy Krotoszyna. Przebiega koło niego żółty szlak pieszy z Krotoszyna do Sulmierzyc.

## Znaczenie historyczne
W kwietniu 1656, podczas potopu szwedzkiego, pod dębem zbierała się miejscowa ludność (chłopi i mieszczanie z Krotoszyna) pod wodzą Jakuba Hieronima Rozdrażewskiego, celem organizacji wystąpień antyszwedzkich. Jakub Rozdrażewski należał do nielicznej grupy szlachciców wielkopolskich, którzy w 1655 roku pozostali wierni królowi Polski. W odwecie za to Szwedzi niemal doszczętnie spalili Krotoszyn i Rozdrażew w 1656. Tablicę pamiątkową na drzewie umieszczono 19 października 1996 z inicjatywy LOP w Krotoszynie.

## Galeria

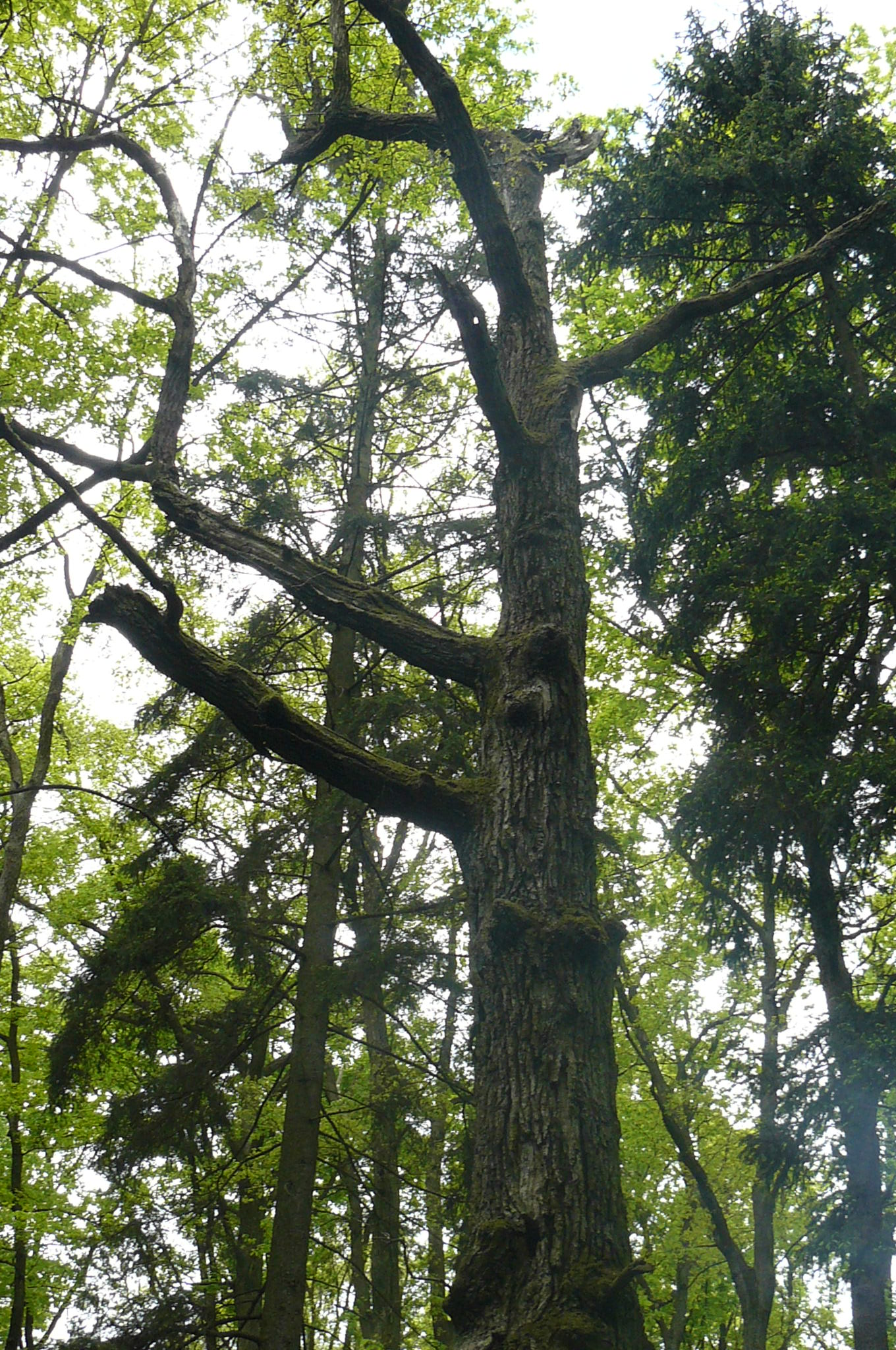
Korona
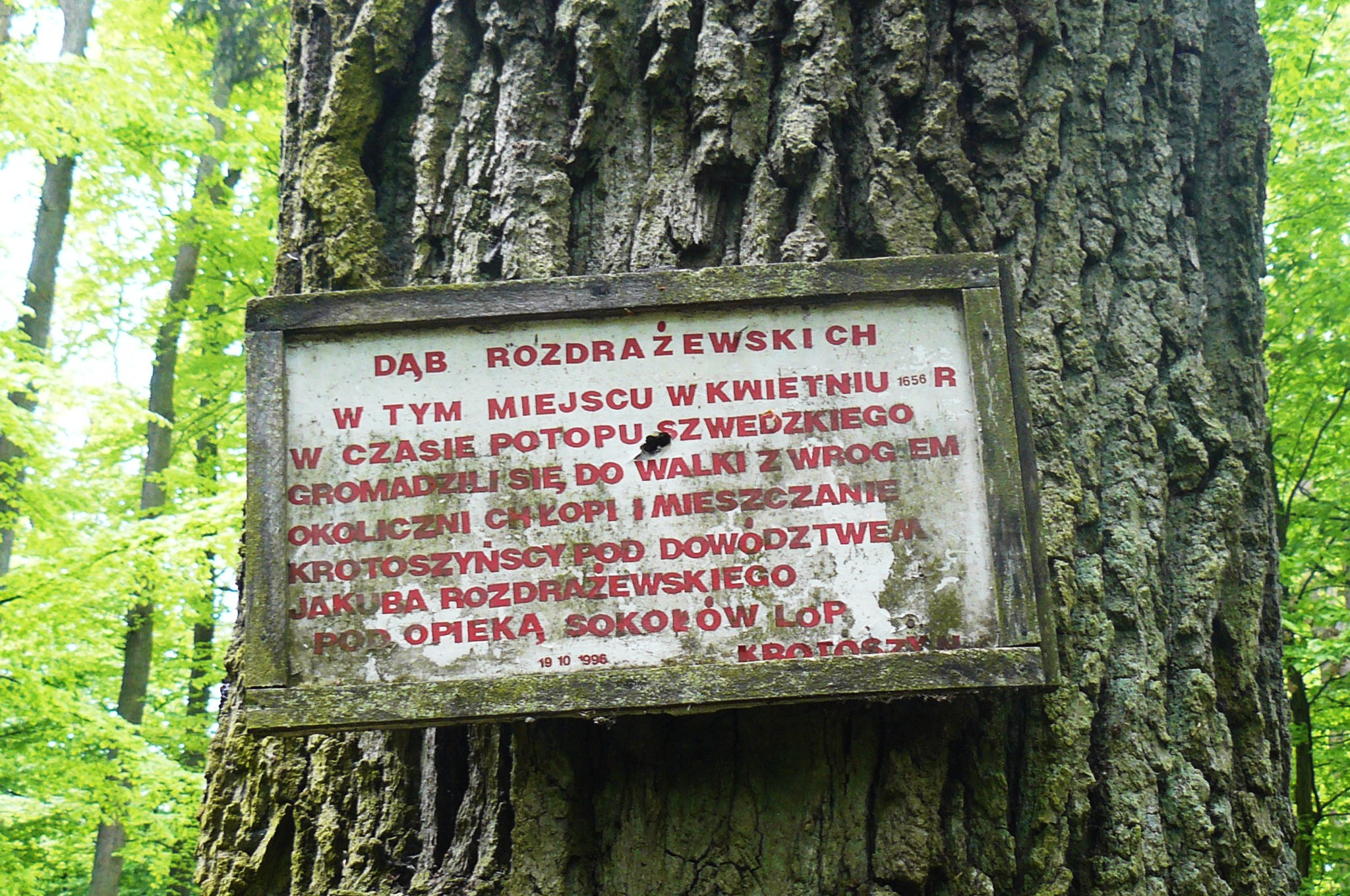
Tablica pamiątkowa
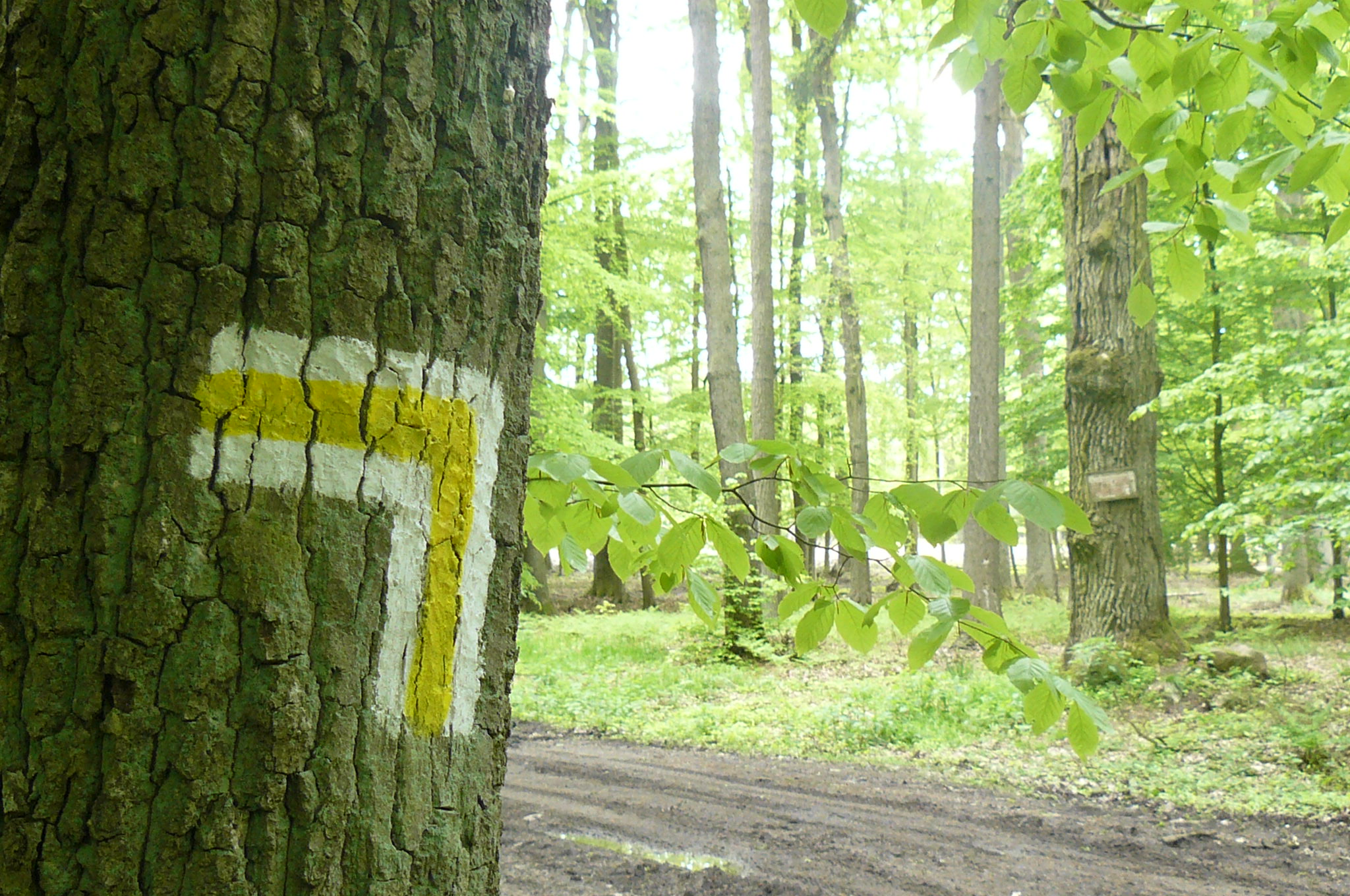
Szlak żółty